# Шюблер, Густав
Густав Шюблер (нем. Gustav Schübler; 1787—1834) — немецкий ботаник.

## Биография
Густав Шюблер родился 15 августа 1787 года в семье бургомистра города Хайльбронн Кристиана Людвига Шюблера. Начальное образование получил в Хойльброннской гимназии, затем перешёл в школу в Эльвангене, а его отец стал работать в администрации земли Вюртемберг. В 1806 году Густав поступил на медицинское отделение Тюбингенского университета. Некоторое время он работал в Вене, в 1811 году поселился в Штутгарте, где на протяжении нескольких лет врачевал. В 1812 году Шюблер стал преподавать биологию в институте в Хофвиле. В 1817 году он был назначен профессором ботаники и естествознания Тюбингенского университета. 8 сентября 1834 года он скончался от осложнений, вызванных дизентерией.
Некоторые гербарные образцы, собранные Шюблером, хранятся в Университет Хоэнхайм в Штутгарте (HOH), несколько образцов имеется в Мюнхенской ботанической коллекции (M).

## Некоторые научные работы
- Schübler, G. (1818). Dissertatio inauguralis botanica sistens characreristicen et descriptiones cerealium. 47 p.
- Schübler, G. (1826). Untersuchungen über die Pflanzengeografischen Verhältnisse Deutschlands. 58 p.
- Schübler, G.; Martens, G. von (1834). Flora von Würtemberg.

## Роды, названные в честь Г. Шюблера
- Schuebleria Mart., 1827 [syn.  Curtia Cham. & Schltdl., 1826]